# Équipe de Madagascar de beach soccer
L'équipe de Madagascar de beach soccer est la sélection de joueurs de beach soccer malgaches représentant le pays lors des compétitions continentales ou internationales, sous l'égide de la Fédération malgache de football.

## Palmarès
- Championnat d'Afrique
  - Vainqueur en 2015
- Championnat COSAFA
  - Vainqueur en 2015[1]

## Parcours en compétition internationale

### Coupe du monde
| Coupe du monde de beach soccer | Coupe du monde de beach soccer | Coupe du monde de beach soccer | Coupe du monde de beach soccer | Coupe du monde de beach soccer | Coupe du monde de beach soccer | Coupe du monde de beach soccer | Coupe du monde de beach soccer |
| Année                          | Tour                           | J                              | G                              | N                              | P                              | Bp                             | Bc                             |
| ------------------------------ | ------------------------------ | ------------------------------ | ------------------------------ | ------------------------------ | ------------------------------ | ------------------------------ | ------------------------------ |
| 1995                           | Non Participant                | -                              | -                              | -                              | -                              | -                              | -                              |
| 1996                           | Non Participant                | -                              | -                              | -                              | -                              | -                              | -                              |
| 1997                           | Non Participant                | -                              | -                              | -                              | -                              | -                              | -                              |
| 1998                           | Non Participant                | -                              | -                              | -                              | -                              | -                              | -                              |
| 1999                           | Non Participant                | -                              | -                              | -                              | -                              | -                              | -                              |
| 2000                           | Non Participant                | -                              | -                              | -                              | -                              | -                              | -                              |
| 2001                           | Non Participant                | -                              | -                              | -                              | -                              | -                              | -                              |
| 2002                           | Non Participant                | -                              | -                              | -                              | -                              | -                              | -                              |
| 2003                           | Non Participant                | -                              | -                              | -                              | -                              | -                              | -                              |
| 2004                           | Non Participant                | -                              | -                              | -                              | -                              | -                              | -                              |
| 2005                           | Non Participant                | -                              | -                              | -                              | -                              | -                              | -                              |
| 2006                           | Non Participant                | -                              | -                              | -                              | -                              | -                              | -                              |
| 2007                           | Non Participant                | -                              | -                              | -                              | -                              | -                              | -                              |
| 2008                           | Non Participant                | -                              | -                              | -                              | -                              | -                              | -                              |
| 2009                           | Non Participant                | -                              | -                              | -                              | -                              | -                              | -                              |
| 2011                           | Non participant                | -                              | -                              | -                              | -                              | -                              | -                              |
| 2013                           | Non qualifiée                  | -                              | -                              | -                              | -                              | -                              | -                              |
| 2015                           | Phase de groupe                | 3                              | 0                              | 0                              | 3                              | 7                              | 12                             |
| 2017                           | Non qualifiée                  | -                              | -                              | -                              | -                              | -                              | -                              |
| 2019                           | Non qualifiée                  | -                              | -                              | -                              | -                              | -                              | -                              |
| 2021                           | Non qualifiée                  | -                              | -                              | -                              | -                              | -                              | -                              |
| 2023                           | Non qualifiée                  | -                              | -                              | -                              | -                              | -                              | -                              |
| 2025                           | Non qualifiée                  | -                              | -                              | -                              | -                              | -                              | -                              |
| Total                          | 1/7                            | 3                              | 0                              | 0                              | 3                              | 7                              | 12                             |

### Championnat d'Afrique
| Coupe d'Afrique des nations de beach soccer | Coupe d'Afrique des nations de beach soccer | Coupe d'Afrique des nations de beach soccer | Coupe d'Afrique des nations de beach soccer | Coupe d'Afrique des nations de beach soccer | Coupe d'Afrique des nations de beach soccer | Coupe d'Afrique des nations de beach soccer | Coupe d'Afrique des nations de beach soccer | Coupe d'Afrique des nations de beach soccer |                 |
| Année                                       | Résultat                                    | Class.                                      | J                                           | G                                           | N                                           | P                                           | Bp                                          | Bc                                          |                 |
| ------------------------------------------- | ------------------------------------------- | ------------------------------------------- | ------------------------------------------- | ------------------------------------------- | ------------------------------------------- | ------------------------------------------- | ------------------------------------------- | ------------------------------------------- | --------------- |
| 2006 à 2009                                 | Non participant                             | Non participant                             | Non participant                             | Non participant                             | Non participant                             | Non participant                             | Non participant                             | Non participant                             | Non participant |
| 2011                                        | Demi-Finale                                 | 4e                                          | 4                                           | 1                                           | 0                                           | 3                                           | 16                                          | 16                                          |                 |
| 2013                                        | Phase de groupe                             | 5e                                          | 5                                           | 3                                           | 1                                           | 2                                           | 16                                          | 16                                          |                 |
| 2015                                        | Champion                                    | 1re                                         | 3                                           | 0                                           | 0                                           | 3                                           | 4                                           | 17                                          |                 |
| 2016                                        | Phase de groupe                             | 6e                                          | 5                                           | 3                                           | 0                                           | 2                                           | 24                                          | 13                                          |                 |
| 2018                                        | Phase de groupe                             | 5e                                          | 5                                           | 3                                           | 0                                           | 2                                           | 24                                          | 23                                          |                 |
| 2021                                        | Abandon                                     | Abandon                                     | Abandon                                     | Abandon                                     | Abandon                                     | Abandon                                     | Abandon                                     | Abandon                                     | Abandon         |
| 2022                                        | Phase de groupe                             | dernière                                    | 3                                           | 0                                           | 0                                           | 3                                           | 11                                          | 18                                          |                 |
| 2024                                        | Non participant                             | Non participant                             | Non participant                             | Non participant                             | Non participant                             | Non participant                             | Non participant                             | Non participant                             | Non participant |
| Total                                       | Champion                                    | 6/6                                         | 25                                          | 10                                          | 1                                           | 15                                          | 95                                          | 103                                         |                 |

### Championnat COSAFA
| Championnat COSAFA de beach soccer | Championnat COSAFA de beach soccer | Championnat COSAFA de beach soccer | Championnat COSAFA de beach soccer | Championnat COSAFA de beach soccer | Championnat COSAFA de beach soccer | Championnat COSAFA de beach soccer | Championnat COSAFA de beach soccer | Championnat COSAFA de beach soccer |                 |
| Année                              | Résultat                           | Class.                             | J                                  | G                                  | N                                  | P                                  | Bp                                 | Bc                                 |                 |
| ---------------------------------- | ---------------------------------- | ---------------------------------- | ---------------------------------- | ---------------------------------- | ---------------------------------- | ---------------------------------- | ---------------------------------- | ---------------------------------- | --------------- |
| 2015 (de)                          | Champion                           | 1er                                | 3                                  | 2                                  | 1                                  | 0                                  | 17                                 | 11                                 |                 |
| 2021 (de)                          | Non participant                    | Non participant                    | Non participant                    | Non participant                    | Non participant                    | Non participant                    | Non participant                    | Non participant                    | Non participant |
| 2022 (de)                          | Non participant                    | Non participant                    | Non participant                    | Non participant                    | Non participant                    | Non participant                    | Non participant                    | Non participant                    | Non participant |
| 2023 (en)                          | Non participant                    | Non participant                    | Non participant                    | Non participant                    | Non participant                    | Non participant                    | Non participant                    | Non participant                    | Non participant |
| 2024 (de)                          | Non participant                    | Non participant                    | Non participant                    | Non participant                    | Non participant                    | Non participant                    | Non participant                    | Non participant                    | Non participant |
| Total                              | Champion                           | 1/1                                | 3                                  | 2                                  | 1                                  | 0                                  | 17                                 | 11                                 |                 |